# Джой, Бернард
Бе́рнард Джой (англ. Bernard Joy; 29 октября 1911 — 18 июля 1984) — английский футболист, по завершении карьеры — журналист. Известен как последний «любитель», который сыграл за сборную Англии по футболу.

## Биография
Джой родилcz в Лондоне, получил образование в Мемориальной школе кардинала Вона. Позже учился в Лондонском университете, играя в свое свободное время за футбольный клуб в защите. После окончания обучения играл за клуб «Кэжуалз», где в итоге стал капитаном клуба, и привел клуб к финалу Кубка Англии 1936 года среди любительских команд. Он также сыграл десять матчей за сборную Англии и был капитаном сборной Великобритании на Олимпийских играх 1936 года в Берлине.
Несмотря на то, что Джой по-прежнему был зарегистрирован как игрок клуба «Кэжуалз», он также играл в нескольких других клубах в качестве любителя, правила того времени это позволяли, среди клубов за которые он выступал были Саутенд Юнайтед (1931-33) и Фулхэм (1933-34). В мае 1935 года он присоединился к Арсеналу, являвшемуся тогда чемпионом Первого дивизиона. Джой в основном играл за резерв, сыграв всего два матча в своем первом сезоне.
Тем не менее, он получил известность на международном уровне вскоре после того, как 9 мая 1936 года он сыграл за сборную Англии против Бельгии (матч завершился со счётом 2:3), что сделало его последним любителем который выступал за национальную команду. Хотя в то время Джой играл за «Арсенал», он все еще был зарегистрирован в качестве игрока клуба «Кэжуалз».
Джой продолжал играть за «Арсенал» и вскоре занял место в основном составе клуба. В сезоне 1937-38 годов он стал чемпионом Англии.
С началом Второй мировой войны Джой присоединиться к Королевским военно-воздушным силам, где был инструктором по физкультуре, хотя он все еще продолжал выступать за «Арсенал» (сыграв более 200 матчей во время военного времени).
В 1945 году принимал участие в матче против клуба «Динамо» Москва (3:4) в рамках турне москвичей по Великобритании.
Вскоре после войны он завершил карьеру игрока, так и не забив за «Арсенал» не одного гола. После завершения карьеры игрока работал спортивным журналистом, в частности в изданиях Evening Standard и Daily Express.

## Награды

### Арсенал
Победитель:
- Первый дивизион : 1937-38
- Суперкубок Англии: 1938